# Steven AF
Pour les articles homonymes, voir Steven.
Ne doit pas être confondu avec Steven Awuku.
Steven AF de son vrai nom Amouzou Folligan Ayélété, est né le 20 février 1980, est un réalisateur et producteur de cinéma togolais. Il est responsable de Daayek Production.

## Biographie

### Enfance et études
Amouzou Folligan Ayélété naît le 20 février 1980 à Lomé, est originaire du village Fiata situé dans la préfecture des Lacs au Togo. Il est le deuxième d'une famille de six enfants. Après l'obtention de son baccalauréat scientifique, Amouzou Folligan s'inscrit en faculté de psychologie à l'université de Lomé. Quelques années plus tard, il abandonne l'université pour se consacrer à sa passion l'audiovisuel. Avant de se lancer dans le cinéma, il débute avec la réalisation des clips video de jeunes artistes togolais dans les années 2000,. Sa toute première vidéo est le clip de l'artiste togolais Wedy titré Enouboué.

### Carrière
En 2001, Steven AF écrit sa toute première série télé Remue ménage alors qu'il est encore étudiant en psychologie appliquée. Cette série qui marque son entrée dans le monde du cinéma est produit par la structure Regard d'Afrique en 2002.

## Filmographie

### Longs métrages
- 2008 : Points de sutures[8]
- 2013 : Shérifa[9]
- 2016 : Solim[10]
- 2022 : Le Coup de Grâce[11],[12]

### Series
- 2006 : Fruit de la passion (9 épisodes)
- 2015 : Ton pied mon pied (50 épisodes)

## Distinctions
- 2007 : Nomination au FESPACO au Burkina Faso dans la Catégorie TV-VIDEO[13]
- 2009 : Nomination Pan African Film and Art Festival de Los Angeles[14]
- 2009 : Nomination Festival du Film Panafricain de Cannes
- 2009 : Meilleur directeur des Zaffa Awards Londres
- 2013 : Nomination aux Africa Movie Academy Awards
- 2009 et 2013 : Nomination au Festival du Film Africain de Khourigba